# Linkair Express
Linkair Express est une ancienne compagnie aérienne cargo italienne créée en 2006. Elle était basée à l'aéroport de Milan Linate et volait grâce à deux ATR 42-300. Elle a cessé ses activités en 2008.